# Ранац
Ранац или руксак је врста торбе која је превасходно намењена за ношење на раменима. Углавном га користе млади и они, којима је битна мобилност а не визуелна естетика.

## Карактеристике
Ранац је првенствено настао као торба за војну употребу а касније је нашао примену и за школску децу. Врло је подесна за смештање књига и свесака због могућности да има преграде. Ипак у новије време се користи и за ношење приручних ствари као и путовања. Тако су се развили и ранци знатно већих димензија у којима је могуће ставити знатну већу количину одеће, обуће и сл. Модеран ранац се отвара дуж страница и омогућава лакши приступ стварима. Овакви велики ранци су погодни за дуга пешачења и ношење тешких ствари на леђима, као нпр. планинарење. Приликом ношења ранца руке остају слободне што има својих прености у овим екстремним спортовима. Такође они су одлична замена коферима у путовањима када се мењају више превозних средстава.

## Врсте
Највећа подела је на начин на који је ојачана позадина ранца:
- Ранац без ојачања. Ово је најједноставнији ранац где је заправо торба зашивена на нараменичним носачима. Овакви ранци је користе свакодневно за пренос робе и имају променљив капацитет. Могу га чинити један или више одељака за смештај робе. Материјали од којег се прави могу бити и комбинација тврђих и мекших тканина. Софистицирани модели имају додатне џепове, струк, грудне траке, постављене нараменице, тапацирана леђа, а понекад и рефлектујуће материјале за додатну сигурност ноћу. Овакви ранци су обично јефтини.
- Ранац са спољним ојачањем (рамом). Ови ранци су пројектовани да носи тежак терет (> 20kg), дајући носачу већу подршку и заштиту као и бољи распоред тежине у односу на обичан ранац. Дрвени оквири пакета су коришћени вековима широм света. Најстарији ранци су пронађени у Италији на Алпима и датирају из Леденог доба[2]. Овакви ранци су и данас уобичајени у војним и планинарским акцијама[3]. Метални верзија оваквог ојачањапрви пут појавила средином 20. века. Данас се спољни оквири најчешће праве од алуминијума или других лаких легура. Још једна погодност оваквих ранаца је да се торба може одвојити од оквира и послужити као класична торба или џак.
- Ранац са унутрашњим ојачањем (рамом). Ову врсту ранца је осмислио Грег Лов 1967. године, који је радио у фабрикама специјализованим за прављење ранчева и кеса за различите намене[4]. Унутрашњи рам се прави од алуминијума, титанијума или пластике. Понекад се додатним металним слојем ојачава рам. Врло комплексним системом каишева се тежина распоређује на носача. Унутрашњи оквир дозвољава ранцу да се уклапа у леђа онога ко их носи и минимизира пребацивање оптерећења, што је пожељно када се учествује у активностима које укључују покрет горњег дела тела, као што су планинарење и скијање. Међутим, чврст омот смањује вентилацију, тако да овај тип ранца имају тенденцију више знојења него што је то код ранаца са спољним овиром. Овакви ранци су првобитно били мањих капацитета и мање удобне током ходања, али новији модели су знатно побољшани у том погледу.

## Галерија
- Стари војни ранац
- Ранац за фото опрему

## Наводи
Медији везани за чланак Backpack на Викимедијиној остави
1. ↑  „Kako odabrati putnu torbu?[[Категорија:Ботовски наслови]]”. Архивирано из оригинала 08. 03. 2014. г. Приступљено 02. 09. 2013. Сукоб URL—викивеза (помоћ)
2. ↑  The Three-Stick Roycroft Packframe
3. ↑  „Mountaineers[[Категорија:Ботовски наслови]]”. Архивирано из оригинала 01. 11. 2013. г. Приступљено 13. 09. 2013. Сукоб URL—викивеза (помоћ)
4. ↑  „Lowepro”. Архивирано из оригинала 30. 06. 2013. г. Приступљено 13. 09. 2013. Текст „ Innovations ” игнорисан (помоћ)